# Чаша 2
Ча́ша 2 (Кра́тер 2, Crater 2, Cra 2) — карликовая сфероидальная галактика, спутник Млечного Пути. Открыта в январе 2016 года в результате анализа данных обзора ATLAS телескопа VST, набранных до сентября 2015 года. Галактика расположена на расстоянии 117,5 ± 1,1 килопарсека от Солнца, имеет почти сферическую форму (эксцентриситет эллипсоида не превосходит 0,1). Её угловой радиус по половинной изофоте в оптическом диапазоне равен 31,2 ± 2,5 угловой минуты, что примерно в два раза больше угловых размеров полной Луны. Линейный радиус по половинной изофоте равен 1066 ± 84 пк. Средний возраст составляющих её звёзд оценивается как 10 ± 1 млрд. лет. Средняя металличность равна −1,7 ± 0,1 солнечной (то есть содержание тяжёлых элементов в 40…60 раз меньше, чем солнечное).
Чаша 2 является одним из наиболее крупных (по линейным размерам) спутников Млечного Пути, уступая лишь Большому и Малому Магеллановым Облакам и карликовой эллиптической галактике в Стрельце; все три галактики значительно превосходят Чашу 2 по массе. При этом по поверхностной яркости Чаша 2 относится к наиболее тусклым членам Местной группы (и вообще к наиболее тусклым среди всех известных во Вселенной звёздных систем), приближаясь к пределу 31,0 звёздной величины с квадратной угловой секунды. Почти совершенная сферическая форма галактики-спутника и её предполагаемый большой период обращения делают маловероятным участие в её эволюции приливных воздействий от Млечного Пути.
Абсолютная звёздная величина галактики MV = (−8,2 ± 0,1)m, что позволяет отнести её к границе между классами ультра-тусклых карликовых галактик и классических карликов. Чаша 2 на момент открытия была наиболее крупной по линейному диаметру среди всех известных ультра-тусклых карликов.
Обнаружено, что галактика Чаша 2 лежит на одном большом круге с четырьмя другими спутниками Млечного Пути: карликовыми галактиками Лев II (классический карлик), Лев IV и Лев V (ультра-тусклые карлики) и пекулярным шаровым скоплением Чаша (Laevens 1). Полюс этого большого круга (α; δ) = (83,2°; −11,8°) близок к полюсу большого круга, по которому направлен Магелланов Поток. Зависимость гелиоцентрических расстояний и радиальных скоростей от склонения также поддерживает гипотезу, что эти пять объектов (группа Чаша-Лев) находятся на одной орбите и связаны общим происхождением. 